# Marius Dalloni
Marius Dalloni, né le 2 octobre 1882 à Marseille et mort le 14 avril 1959 à Alger, est un homme politique français.

## Mandats
- Député d'Alger (1946)[1].